# Laisvės prospektas

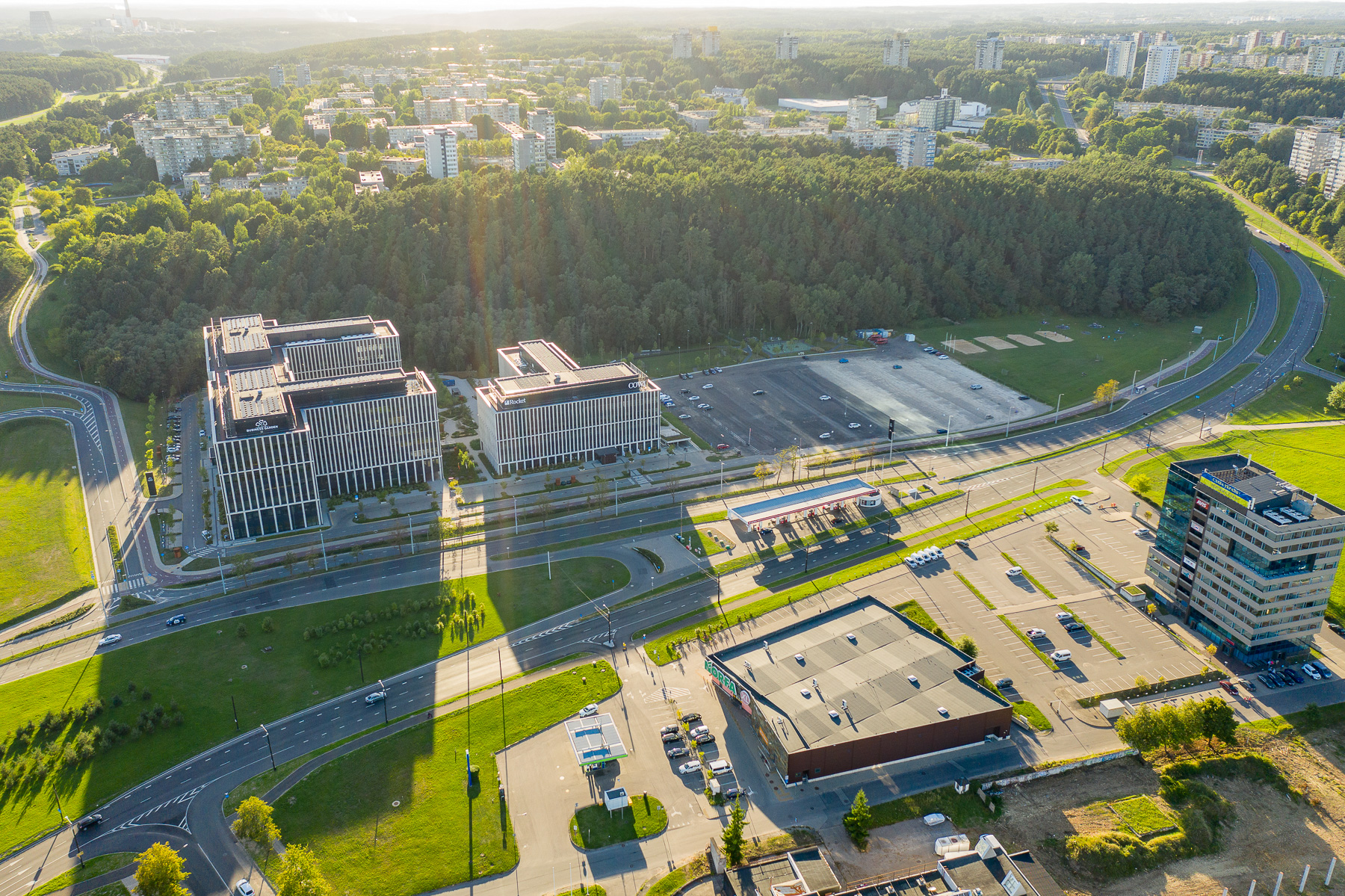
Beginn

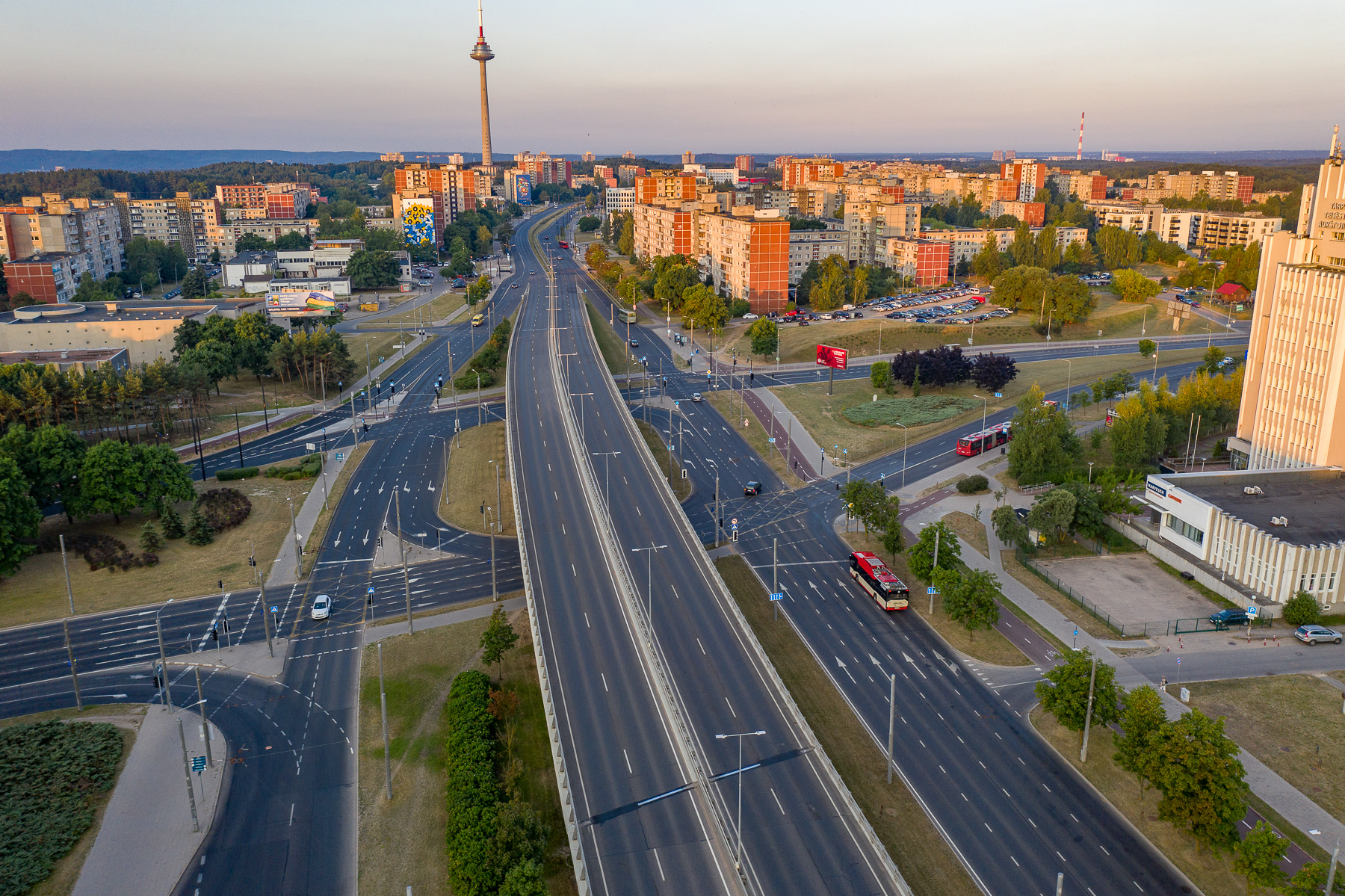
Estakade

Laisvės prospektas (verkürzt Laisvės pr.) ist eine Avenue (Prospekt) in der litauischen Hauptstadt Vilnius, die größte Straße in den Stadtbezirken Lazdynai, Karoliniškės, Pašilaičiai und Viršuliškės.

## Objekte
Hier befinden sich das Vilniusser Pressehaus und der Andrej-Sacharow-Platz (Laisvės pr. 60), die Litexpo-Ausstellungshalle (Laisvės pr. 5), die Internationale Hochschule für Recht und Wirtschaft, UAB „Lietuvos spauda“, das Kreisgericht der Stadt Vilnius (Laisvės pr. 79a) und andere Objekte. In der Vergangenheit gehörte es auch der katholischen Kirche des seligen Jurgis Matulaitis Vilnius (ehemals Laisvės pr. 3), die sich jetzt auf dem J. Matulaitis-Platz 3 befindet.

## Geschichte
Der Prospekt wurde während der Zeit der Litauischen SSR in der Sowjetunion gebaut. Vor der Wiederherstellung der Unabhängigkeit hieß sie Kosmonauten-Avenue. Von 2002 bis 2003 wurde die erste zweistöckige Verkehrsüberführung (Estakade) in Vilnius  an der Kreuzung der T. Narbuto-Straße, Pilaitės prospektas und Laisvės prospektas eröffnet.